# Хамелеон велетенський
Хамелеон велетенський (Furcifer oustaleti) — представник роду Furcifer з родини Хамелеонів.

## Опис
Загальна довжина сягає 50—68 см. Спостерігається статевий диморфізм —самці більше за самиць. Шкірний покрив матовий, забарвлення коричневе з жовтими, зеленуватими і червоними цятками. Голова велика та широка. тулуб кремезний. Спинний гребінь пилкоподібний. Пальці та хвіст доволі чіпкі.

## Спосіб життя
Полюбляє щільні, вологі ліси, чагарники. Активний удень. Харчується комахами, дрібними ссавцями, птахами, ящірками.
Це яйцекладна ящірка. Самиця відкладає до 60 яєць. за сезон буває до 2 кладок. Через 9—10 місяців з'являються молоді хамелеони.

## Розповсюдження
Це ендемік о.Мадагаскар.